# کارانچ‌آیا
کارانچ‌آیا (به مجاری:  Karancsalja) یک شهرداری در مجارستان است که در ناحیه شالگوتاریان واقع شده‌است. کارانچ‌آیا ۱۲٫۵۴ کیلومتر مربع مساحت و ۱٬۶۳۴ نفر جمعیت دارد.